# Maurandella
Maurandella je monotipski biljni rod iz porodice trpučevki , dio potporodice Antirrhinoideae. Jedina vrsta je  M. antirrhiniflora, polugrmasta penjačica iz SAD–a, Meksika i Kube.

## Etimologija
Latinsko ime roda dolazi po rodu Maurandya i latinsko -ella, deminutiv, aludirajući na prisutnost personificiranog vjenčića kod Maurandelle.

## Opis
To je višegodišnja biljka penjačica. Ima više-manje trokutaste nenazubljene listove i cjevaste cvjetove u raznim nijansama ružičaste, crvene ili plave do ljubičaste s bijelim bazama. Za razliku od vrsta iz roda Maurandya, cvjetovi imaju zatvorene "usne". Maurandella je najčešće prepoznata kao rod odvojen od Maurandya Ortega ili kao dio unutar Maurandya, na temelju svojstv enih karakteristika: personificiranog (maskirnog) vjenčića, globularne kapsule, septuma u obliku slova V i izražene asimetrije lokula. Septum u obliku slova V rezultira nejednakim volumenom lokula, što je jedinstveno u Antirrhineae. Na temelju ove jedinstvene kombinacije karakteristika, Maurandella je prepoznata kao rod koji se razlikuje od Epixiphiuma i Maurandya. 
- M. antirrhiniflora
- M. antirrhiniflora
- M. antirrhiniflora
- M. antirrhiniflora

## Sinonimi
- Antirrhinum antirrhiniflorum (Humb. & Bonpl. ex Willd.) Hitchc.; Rep. Missouri Bot. Gard. 4: 113 (1893)
- Antirrhinum antirrhiniflorum (Humb. & Bonpl. ex Willd.) Small; (1903)
- Antirrhinum maurandioides A.Gray; Proc. Amer. Acad. Arts 6: 376 (1868)
- Asarina antirrhiniflora (Humb. & Bonpl. ex Willd.) Pennell; Proc. Acad. Nat. Sci. Philad. 99: 174 (1947)
- Maurandella hederifolia Rothm.; Feddes Repert. Spec. Nov. Regni Veg. 52: 27 (1943)
- Maurandya antirrhiniflora Humb. & Bonpl. ex Willd.; Enum. Hort. Berol. 659 (1806)
- Maurandya antirrhiniflora subsp. hederifolia (Rothm.) Elisens; Syst. Bot. Monogr. 5: 50 (1985)
- Maurandya personata Sessé ex Lag.; Gen. et Sp. Nov. 19 (1816)
- Usteria antirrhiniflora (Humb. & Bonpl. ex Willd.) DC.; Cat. Pl. Horti Monsp.: 68 (1813)
- Usteria antirrhiniflora (Humb. & Bonpl. ex Willd.) Poir.; Encyc. Suppl. 5: 405 (1817)